# Idioma kapanawa
El idioma kapanawa es una lengua amazónica hablada en Perú que pertenece a la familia lingüística pano y es hablada por el pueblo del mismo nombre que habita en las riberas de los ríos Tapiche y Buncuya en el distrito de Alto Tapiche de la provincia de Requena, región de Loreto.
El 8 de enero de 2016 el Ministerio de Educación (MINEDU) oficializó el alfabeto de la lengua originaria kapanawa, que consta de 20 letras o grafías. De acuerdo al censo de 2017, tan solo 117 personas aprendieron a hablar esta lengua como lengua materna.
Está clasificada por el MINEDU como una lengua seriamente en peligro. Los kapana

## Otros nombres
El idioma kapanawa también se conoce como capanahua, capabaquebo, capacho (derogativo). Existe un dialecto denominado pahenbaquebo.